# Taylor Hickson
Taylor Hickson [ˈteɪlə˞ ˈhɪksən] est une actrice et auteure-compositrice canadienne, née le 11 décembre 1997 à Kelowna en Colombie-Britannique. Elle a notamment joué dans les séries télévisées Aftermath (en) et Motherland: Fort Salem.

## Biographie

### Jeunesse et formation
Taylor Delaney Hickson naît le 11 décembre 1997 à Kelowna, en Colombie-Britannique, au Canada. Issue d'une famille d'artistes, elle est la fille de Russell et Shannon Hickson, ainsi que l'aînée d'une fratrie de quatre enfants.
Dès son plus jeune âge, elle est se prend d'affection pour la musique en écoutant son père jouer avec ses parents et ses amis. À l'âge de 12 ans, son père lui offre des cours de chant et l'année suivante sa première guitare qu'elle pratique en autodidacte. Par la suite, elle apprend également le piano. Très vite, elle commence à écrire ses propres chansons et à chanter des airs folkloriques aux côtés d'amis musiciens lors de festivals, dans des cafés et à des spectacles de charité. Elle obtient de plus un permis d'artiste ambulant qui l'autorise à jouer des les rues de son centre-ville. À l'âge de 16 ans, elle décide d'obtenir son diplôme de fin d'études secondaires un an plus tôt que prévu pour se consacrer entièrement à sa carrière musicale.
Lors d'une interview en 2016, elle parle de son penchant pour la musique, le décrivant ainsi : « Il n'y a rien de tel que les concerts, c'est fascinant. C'est un réconfort ; vous allez dans un autre endroit et vous ne pouvez retrouver cette adrénaline nulle part ailleurs. »,

### Carrière
En fin d'année 2014, elle attire l'attention d'un agent artistique qui était une connaissance de sa tante, elle-même actrice. Initialement peu intéressée par la comédie, elle est ensuite convaincue de rencontrer l'agent, qui la signe le jour même. Au cours des semaines suivantes, elle fait plusieurs heures de route pour se rendre à diverses auditions afin de décrocher des rôles.
En 2015, elle fait sa première apparition au cinéma en obtenant un rôle muet dans le film Viens avec moi de Daniel Alfredson, dans lequel elle incarne une adolescente perturbée.
Elle se fait remarquer du grand public en 2016, avec son premier rôle parlant, dans le film de super-héros Deadpool de Tim Miller. Elle y incarne Meghan Orlovsky, une jeune fille auquel le personnage principal, Wade Wilson (Ryan Reynolds), vient en aide. Dans une interview, elle note que l'ampleur de ce film, ainsi que son rôle parlant, ont considérablement accru sa passion pour le métier d'actrice. Elle déclare : « Je ne savais pas vraiment à quel point je voulais travailler en tant qu'actrice avant Deadpool [...] Je pensais que ce n'était qu'une activité amusante que je faisais à côté. C'est la chose qui a changé ma vie. »,
Elle joue ensuite le rôle de Brianna Copeland, une adolescente au caractère bien trempé, dans la série post-apocalyptique Aftermath (en) de 2016. Elle qualifie Brianna de « rôle de rêve », citant des similitudes entre elle et le personnage : « Elle est très franche, sarcastique, sociale. Elle est la version combative de moi-même [...] Nous partageons sans aucun doute son impatience, son entêtement et son tempérament. Elle peut avoir un extérieur dur, mais elle aime avec tout ce qu'elle est. Elle aime fort et inconditionnellement, un peu comme moi. », Elle résume le personnage en disant qu'il est motivé par les émotions, qu'il est impulsif et amusant.
Le magazine Contrast a qualifié Taylor Hickson de « magnifique bijou d'actrice »,. Pop Culture Now lui prédit un brillant avenir dans la comédie. TV Grapevine a déclaré : « Taylor Hickson est peut-être jeune, mais elle a un talent bien supérieur à son âge »,.
En fin d'année 2016, elle joue le rôle principal dans le film dramatique indépendant Hunting Pignut (en), basé sur une histoire vraie à propos d'une jeune fille à la poursuite d'un homme ayant volé les cendres de son père. Ce rôle lui vaut le prix de l'étoile montante au Festival du film de Whistler (en) 2016, et une nomination pour la meilleure performance féminine aux Leo Awards 2017.
En 2017, elle est à l'affiche du long métrage Residue, dans lequel elle incarne la fille d'un détective privé. Puis, entre 2017 et 2018, elle obtient également des rôles dans les films Everything, Everything ; Ghostland et Franky. Son travail dans le film Franky lui vaut une nomination pour la meilleure performance féminine aux Leo Awards 2019.
En 2018, elle joue le rôle de Petra, une gothique issue d'un culte de la mort, dans la série Deadly Class. Elle souligne l'environnement de travail positif de la série. Entre 2019 et 2022, elle s'est ensuite démarquée en tant qu'actrice principale dans la série dramatique surnaturelle Motherland: Fort Salem en incarnant le rôle de Raelle Collar, une sorcière conscrite dans l'armée américaine,.
À propos du rôle de Raelle, l'actrice déclare : « Je n'ai jamais pu passer autant de temps avec un seul personnage, une seule tête [...] Dans les films, il s'agit d'une petite facette de ce que le personnage traverse et d'un moment de sa vie. C'est très profond de passer autant de temps avec une seule personne, et elle est certainement comme une extension de moi-même. »,
Lors de la critique de Motherland: Fort Salem, The A.V. Club a souligné que « la véritable vedette est Hickson, dont la Raelle est dure, crue et convaincante dans ses conflits avec son pouvoir et la façon dont elle veut l'utiliser. », The Advocate a commenté : « Motherland établit ses références queer dès l'épisode pilote, lorsque Raelle rencontre la mystérieuse et fascinante Scylla [...] Le caractère ouvertement queer de la série et ce qui semble être un lien indéfectible entre Raelle et Scylla en ont fait l'un des couples les plus populaires de l'année dans une série qui est esthétiquement magnifique et politiquement pertinente. », De plus, son travail dans la deuxième saison lui vaut une nomination pour la meilleure performance féminine aux Leo Awards 2022.
Le 30 septembre 2023, elle participe à la convention The Switches Gathering (Le rasemblement des acteurs), dédiée à la série Motherland: Fort Salem, organisée par l'association Nevastalgia à Paris pour rencontrer les fans. Les 19 et 20 octobre 2024, elle participe à la deuxième édition de cette convention, qui se tient à Bruxelles.

### Accident de tournage et poursuite judiciaire
En décembre 2016, lors du tournage de Ghostland, dirigé par le réalisateur Pascal Laugier, Taylor Hickson est sollicitée pour frapper ses poings contre une vitre, étant assurée que cela peut se faire en toute sécurité. Cependant, la vitre se brise lors de l'impact, entraînant la chute de l'actrice sur les débris de verre, ce qui résulte en une coupure sévère sur le côté gauche de son visage. Cette blessure nécessite l'application de 70 points de suture, laissant des cicatrices permanentes sur son visage.
En 2018, elle engage une action en justice contre la société de production du film, Incident Productions, réclamant des dommages et intérêts pour la perte de revenus et la perte future de revenus. L'année suivante, Incident Productions plaide coupable de ne pas avoir respecté les normes de sécurité et de bien-être au travail, en violation de la loi sur la sécurité et la santé au travail. En conséquence, la province du Manitoba inflige à la société une amende de 40 000 dollars en relation avec cet incident.
Hickson partage que cette expérience traumatisante a eu des répercussions sur sa confiance en elle. Cependant, lorsqu'elle travaille sur la série télévisée Deadly Class, le producteur exécutif Adam Kane (en) la rencontre avant le tournage pour la rassurer, lui garantissant que la production serait immédiatement stoppée si elle se sentait mal à l'aise à tout moment. L'actrice déclare à ce sujet : « Cela m'a permis de comprendre que les gens s'en souciaient. Les gens s'intéressent vraiment à ce qui se passe. Vous devez trouver les bonnes personnes pour travailler avec vous, et vous saurez quand ce sera le cas. »,

### Vie privée
Lors d'une interview en 2016, Taylor Hickson indique qu'elle avait eu des problèmes d'estime de soi au cours de son éducation. « Je pense que c'est triste que je doive constamment me rappeler que je suis belle. Tout ce qui nous entoure influence notre cerveau pour qu'il l'oublie. L'affiche à l'arrêt de bus, ce selfie Instagram, la publicité à la télévision [...] L'amour de soi demande de l'entraînement. » Elle a également révélé que le fait de se produire l'avait aidée à gagner plus de confiance en général.
Elle a grandi en admirant le réalisateur Tim Burton et le romancier Nicholas Sparks. Dans une interview réalisée en mai 2020 par le magazine de mode Vanity Teen (en), elle évoque l'influence de Tim Burton sur sa carrière.

## Filmographie

### Cinéma

#### Courts métrages
- 2015 : The Mary Alice Brandon File (en) de Kailey et Sam Spear : une citadine
- 2018 :	A Picnic Table, At Dusk de Sheridan O'Donnell : Ivy
- 2025 : Magic de Dominique Provost-Chalkley

#### Longs métrages
- 2015 : Viens avec moi (Blackway) de Daniel Alfredson : l'adolescente toxicomane à la méthamphétamine
- 2016 : Deadpool de Tim Miller : Meghan Orlovsky
- 2016 : The Unseen (en) de Geoff Redknap : Eva (doublure de conduite automobile)
- 2016 : Hunting Pignut (en) de Martine Blue : Bernice "Story" Kilfoy
- 2017 : Residue de Rusty Nixon : Angelina Harding
- 2017 : Everything, Everything de Stella Meghie : Kayra Bright
- 2018 : Ghostland (Incident in a Ghostland) de Pascal Laugier : Verra Keller (jeune)
- 2018 : Franky (Giant Little Ones) de Keith Behrman (en) : Natasha Kohl
- 2024 : Bad Genius (en) de J.C. Lee : Grace Simon

### Télévision

#### Séries télévisées
- 2016 : Aftermath (en) de William Laurin et Glenn Davis : Brianna Copeland (rôle principal, 13 épisodes)
- 2018-2019 : Deadly Class de Rick Remender et Miles Orion Feldsott : Petra (rôle récurrent, 8 épisodes)
- 2020-2022 : Motherland: Fort Salem de Eliot Laurence : Raelle Collar (rôle principal, 30 épisodes)
- 2025-en cours : Chronique arctique (North of North) de Stacey Aglok MacDonald (en) et Alethea Arnaquq-Baril : Alexis (3 épisodes)
- 2025 : Une nature sauvage (en) (Untamed) de Mark L. Smith et Elle Smith : Summer (3 épisodes)

### Documentaires
- 2018 : L'image Fantôme - Sur le tournage de Ghostland (The Ghost Image - On the set of Ghostland) de Thierry Sausse : elle-même

## Distinctions

### Récompenses
- Festival du film de Whistler (en) 2016 : prix de l'étoile montante pour Hunting Pignut (en)[8],[9]

### Nominations
- Leo Awards 2017 : meilleure performance féminine dans un long métrage pour Hunting Pignut (en)[10]
- Leo Awards 2019 : meilleure performance féminine dans un long métrage pour Franky[11]
- Leo Awards 2022 : meilleure performance féminine dans une série télévisée dramatique pour Motherland: Fort Salem[19]

## Voix francophones
En version française, Taylor Hickson est doublée par Juste Zoé dans Everything, Everything, Rebecca Benhamour dans Ghostland,, Kelly Marot dans Aftermath (en),, Mélissa Windal dans Deadly Class, Victoria Grosbois dans Motherland: Fort Salem et Sarah Barzyk dans Une nature sauvage.
En version québécoise, elle est doublée par Léa Coupal-Soutière dans Absolument tout, par Elisabeth Forest dans L'Éveil des géants et par Ludivine Reding dans la série Après l'Apocalypse (en).